# Provincia fitogeográfica chaqueña

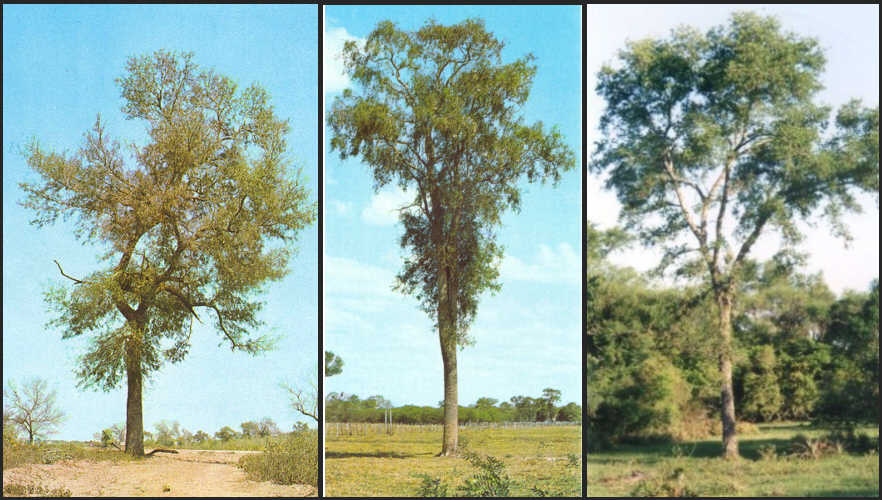
Árboles característicos de la Provincia fitogeográfica Chaqueña, desde la izquierda: Quebracho colorado santiagueño, Quebracho blanco, Quebracho colorado chaqueño.

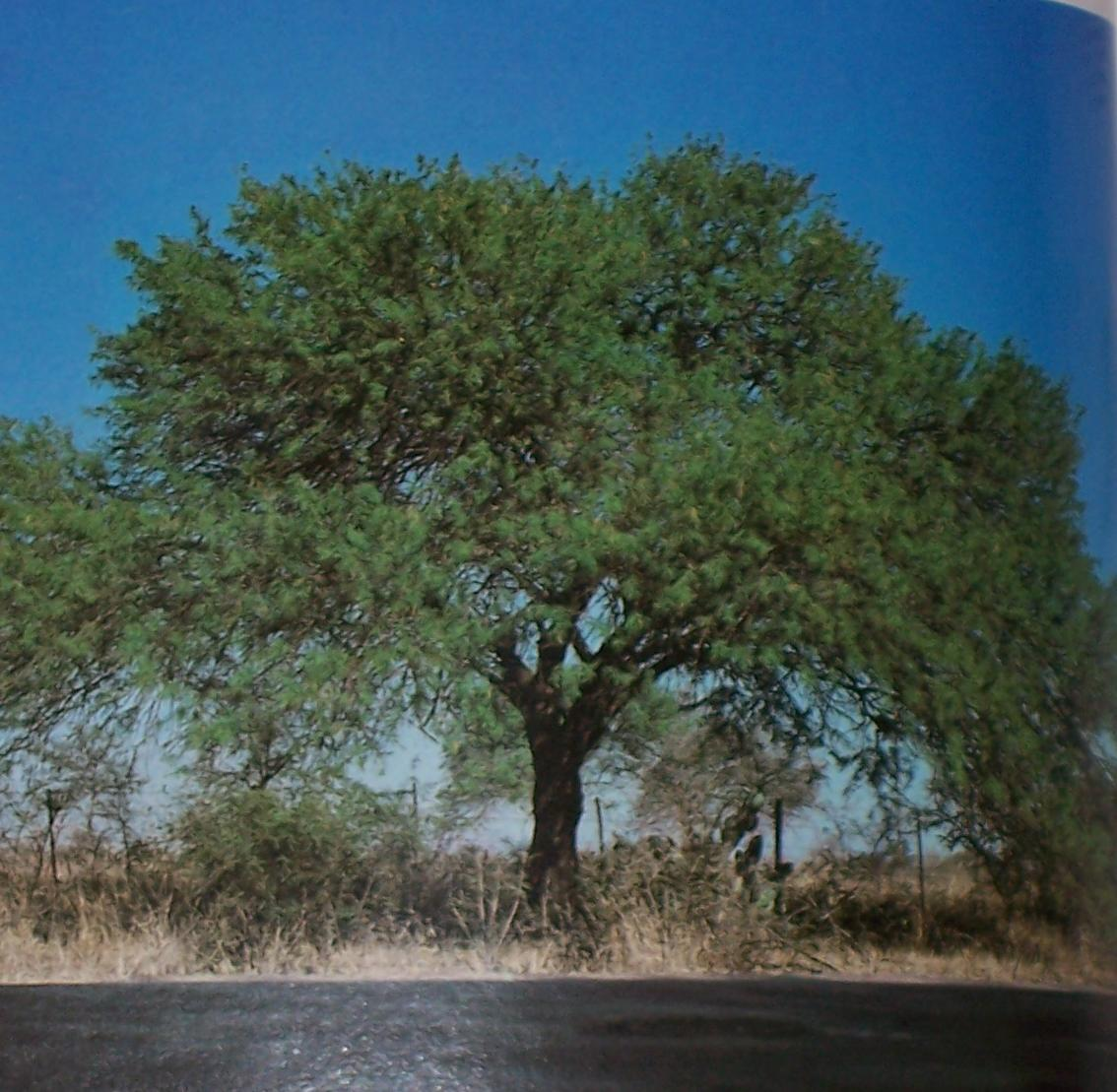
El algarrobo negro.

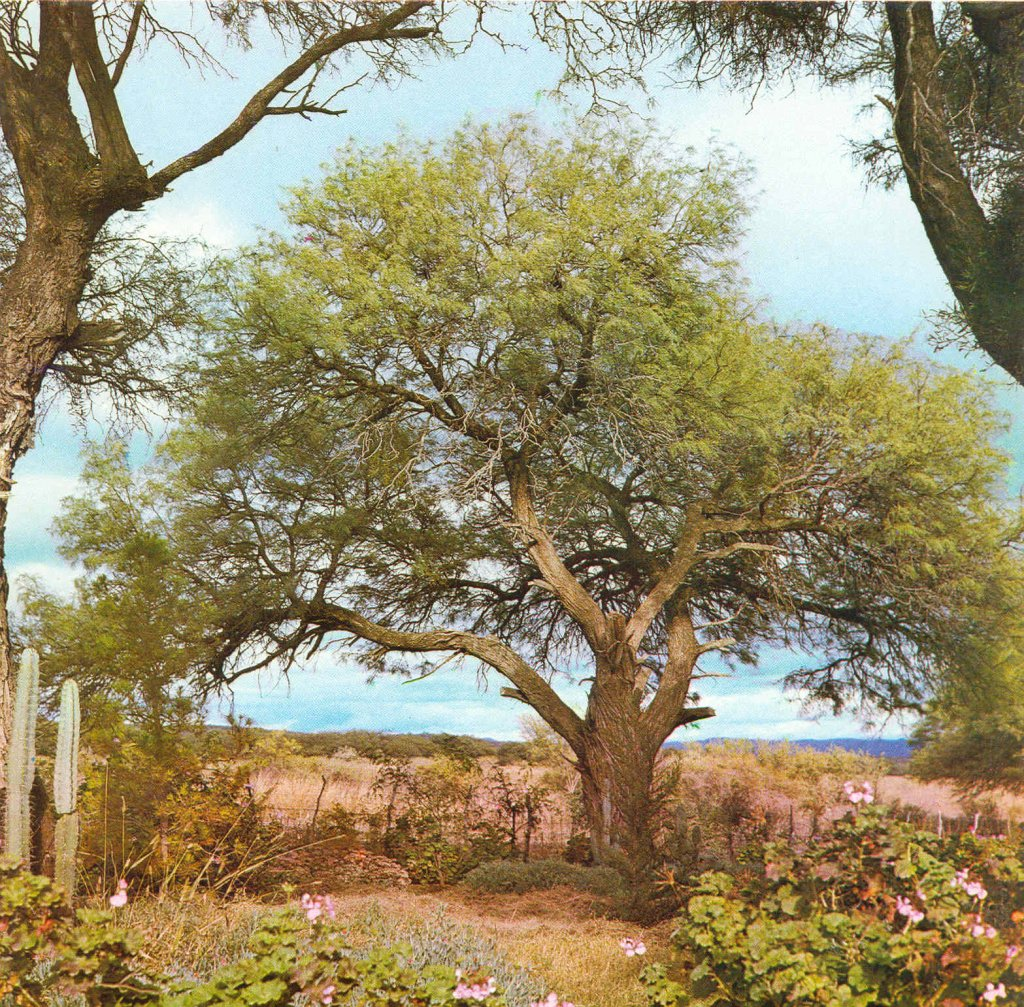
El algarrobo blanco.

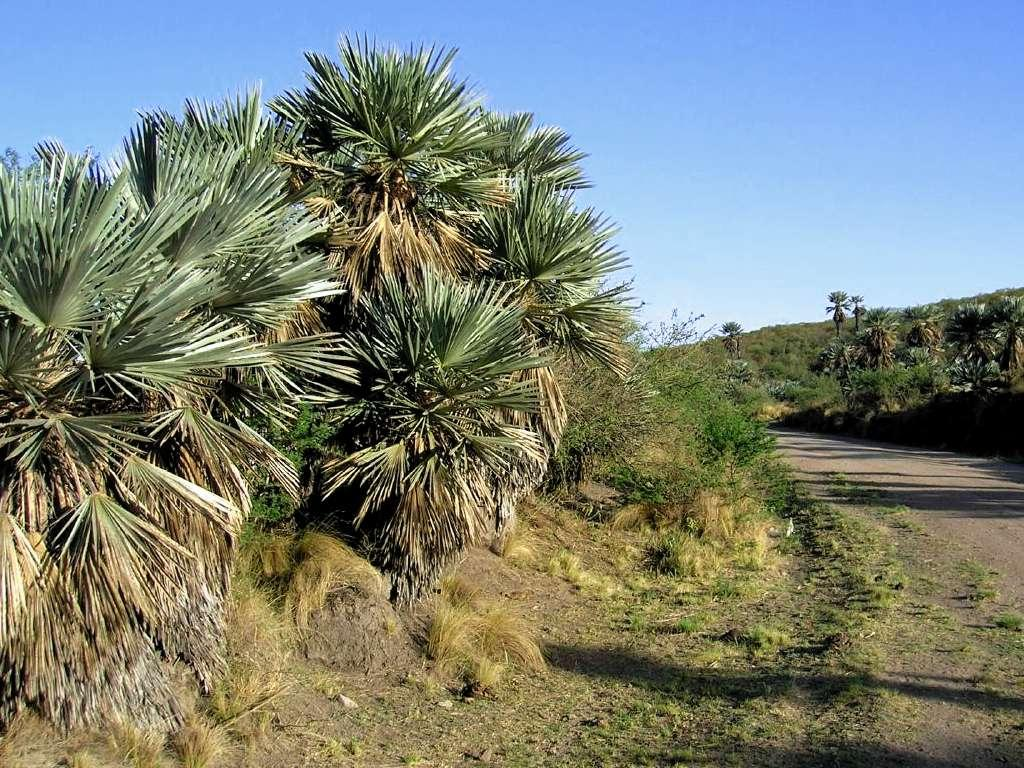
La palmera caranday.

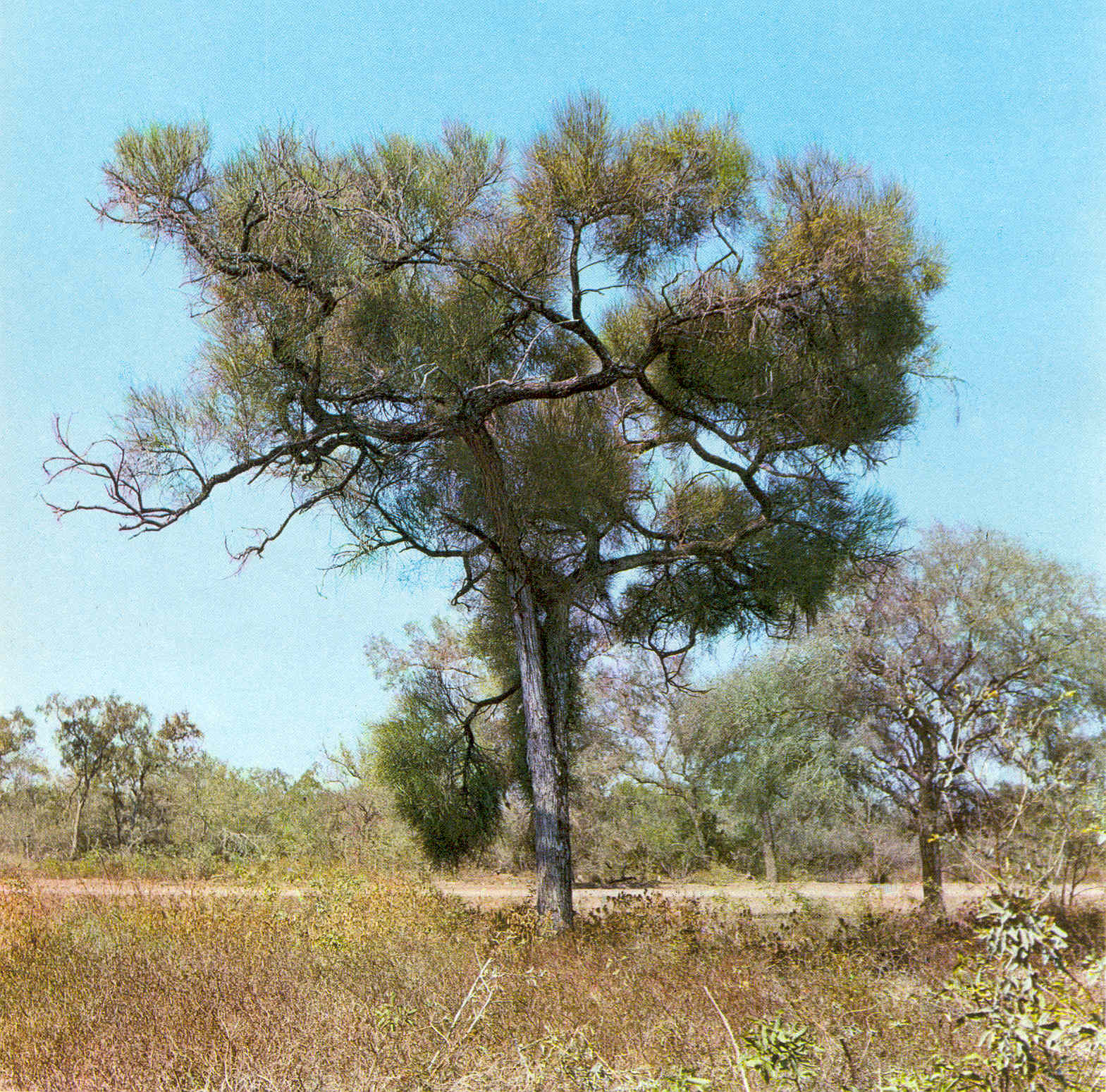
El itín, una especie arbórea típica de la Provincia fitogeográfica Chaqueña.

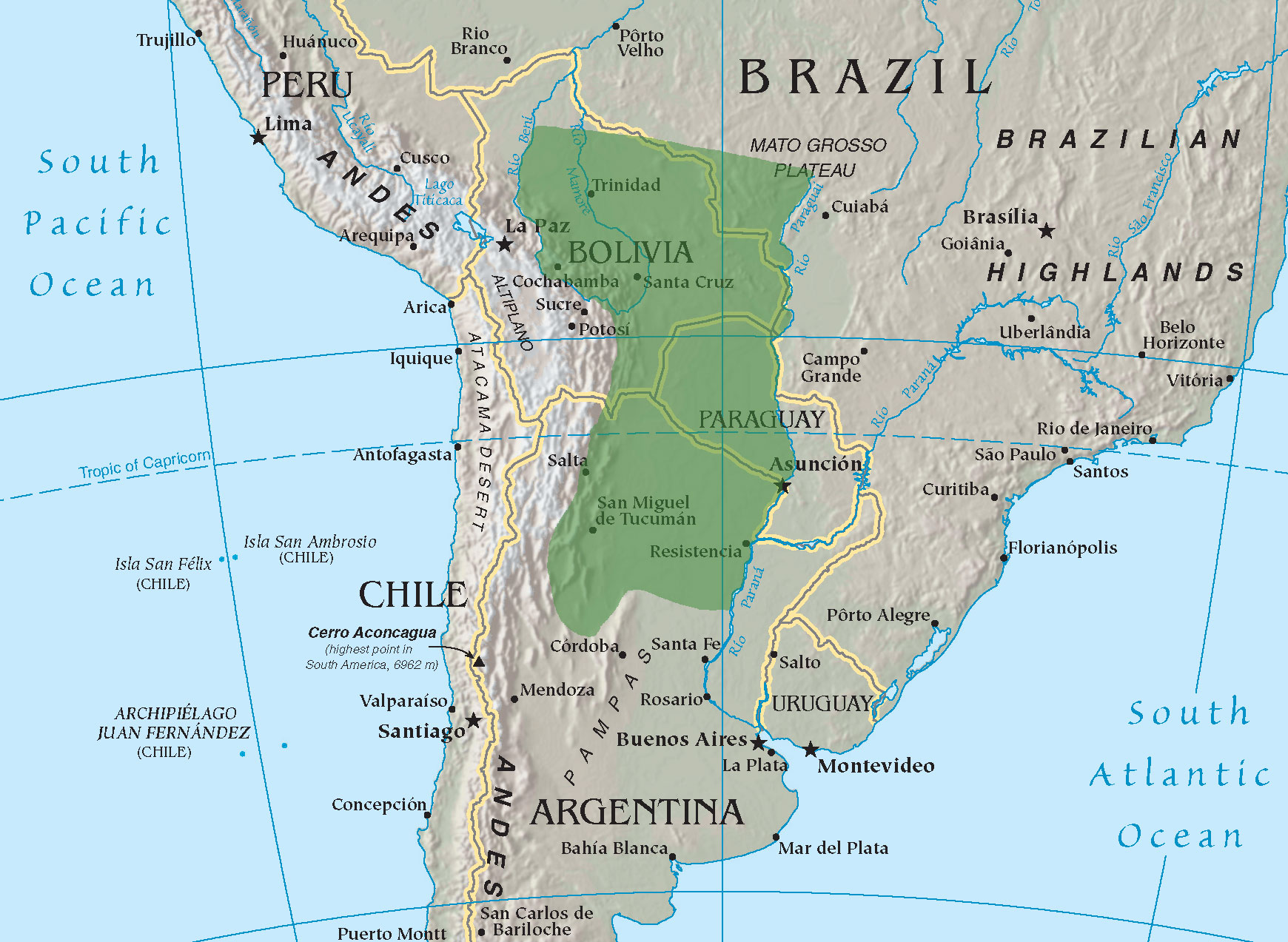
Provincia fitogeográfica Chaqueña.

La Provincia fitogeográfica Chaqueña es una de las secciones en que se divide el Dominio fitogeográfico Chaqueño. Se encuentra en la región tropical del centro de América del Sur. Incluye formaciones de bosques xerófilos, sabanas, estepas serranas y arbustivas, con comunidades edáficas características en los salares, humedales, selvas en galería, etc.

## Sinonimia
Esta Provincia fitogeográfica también es reconocida como: Formación del Chaco, Parque Chaqueño, Formación Chaqueña, Bosques y sabanas subtropicales, Chaco, Selvas y sabanas del Chaco, Bosque Chaqueño, Provincia Chaqueña, Región del Chaco, etc.

## Distribución
Según la clasificación de Ángel Lulio Cabrera, esta Provincia fitogeográfica comprende sectores del centro del Brasil en el estado de Mato Grosso del Sur; el sudeste de Bolivia; el oeste y centro de Paraguay a ambos lados del río Paraguay; y las provincias argentinas de: Formosa, Chaco, Santiago del Estero, la mitad norte de Santa Fe, el centro y oeste de Corrientes; , Salta, ; el oeste y norte de Córdoba.
La altitud va desde 40 m s. n. m. hasta los 2300 m s. n. m.

## Afinidades florísticas
Esta Provincia fitogeográfica guarda estrecha relación con el Distrito fitogeográfico del Monte de Sierras y Bolsones de la Provincia fitogeográfica del Monte, con la Provincia fitogeográfica del Espinal, y con la Provincia fitogeográfica Prepuneña. Los sectores de mayor altitud del Distrito fitogeográfico Chaqueño Serrano se relacionan con los bosques y pastizales del Distrito fitogeográfico del Bosque Montano de la Provincia fitogeográfica de las Yungas, y con la Provincia fitogeográfica Pampeana.

## Suelos
Los suelos en las llanuras se presentan profundos, compuestos por materiales finos de tipo loéssico, como resultado de los aportes eólicos, junto a los de origen aluvial y fluvial, vinculados al gran aporte de materiales provenientes del sector montañoso andino. Estos sedimentos externos fueron rellenando la gran fosa tectónica chaco-pampeana.
Los de la mitad norte son más o menos evolucionados, ricos en nutrientes minerales y de textura fina a media. Esto contrasta con los del centro y sudoeste donde predominan suelos arenosos con escaso contenido de materia orgánica. 
En los cordones serranos abundan los suelos rocosos, con un perfil de materia orgánica de pocos centímetros, aunque en las mesetas de altura es algo mayor.
En toda la región la salinidad está casi siempre presente en alguna capa o napa del suelo, y a veces se manifiesta desde la superficie generando, principalmente en el sector sudoeste, amplios sectores ocupados por salinas.

## Relieve
El relieve de la Provincia fitogeográfica se presenta como una llanura casi perfecta, prácticamente plana en su totalidad, con un muy leve incremento altitudinal desde el este hacia el oeste. Esta extrema horizontalidad presenta ocasionales interrupciones serranas, localizadas principalmente en el sector sudoeste . 
En las montañas que contienen a Provincia fitogeográfica por el oeste, nacen y se alimentan las cuencas hidrográficas de sus grandes ríos: el Pilcomayo, el Bermejo, el Juramento, y el Dulce, que recorren la región sin recibir de ella algún aporte hídrico. 
Hacia el este, el eje de los grandes ríos Paraguay - Paraná divide un sector oriental de esta Provincia fitogeográfica, en donde, gracias a los mayores aportes pluviométricos locales, se forma una intrincada red de arroyos, ríos, y humedales diversos.

## Clima
Por su vasta extensión esta provincia está afectada por suaves gradientes de precipitación, desde más de 1400 mm anuales en el sector nororiental hasta unos 400 mm anuales en el sudoeste. 
El clima térmico es continental, semitropical en el norte y subtropical hacia el sur. La temperatura media anual supera los 25 °C en su extremo norte, mientras que en su sector austral es de 18 °C.
Incluye las regiones que presentan las máximas temperaturas absolutas de América del Sur, alrededor de 49 °C.

## Especies principales
La comunidad climáxica de este distrito es el bosque de quebracho, integrada por el quebracho colorado chaqueño, el quebracho colorado santiagueño, el orco-quebracho, y el quebracho blanco. Los acompañan: el guayacán, el palo santo, el guayaibí, algarrobos, etc. Son frecuentes las palmeras, en comunidades o como ejemplares aislados en el bosque. Las gramíneas, que cubrían algunas áreas, en las zonas no inundables han sido reemplazadas por arbustos espinosos, como la tusca, el chañar y el vinal, a causa del intenso pastoreo del ganado.
El bosque chaqueño ha sido sumamente modificado, por lo cual son contados los relíctos aún prístinos. 
Estrato emergenteel quebracho colorado chaqueño (Schinopsis balansae), el quebracho colorado santiagueño (Schinopsis lorentzii), el horco-quebracho (Schinopsis haenkeana), el quebracho blanco (Aspidosperma quebracho-blanco), el yuchán (Ceiba chodatii), el palo borracho rosado (Ceiba speciosa), el guayacán (Caesalpinia paraguariensis), el palo santo (Bulnesia sarmientoi), etc.
El doselDestacan muchas especies del género de los algarrobos, entre los más abundantes están el algarrobo negro (Prosopis nigra), el algarrobo blanco (Prosopis alba), el itín (Prosopis kuntzei), Prosopis torquata, el guaraniná (Brumelia obtusifolia), etc.
Estrato intermedioSe presentan algunas especies de cactáceas de porte arbóreo como el quimil (Opuntia quimilo), el ucle (Cereus validus), y el cardón (Stetsonia coryne), la palmera caranday (Trithrinax campestris), la carandilla (Trithrinax schizophylla), varias especies de espinillos (Acacia caven, Acacia aroma), los garabatos (Acacia praecox y Acacia furcatispina), el molle (Schinus longifolius), el tala (Celtis ehrenbergiana), el chañar (Geoffroea decorticans), el coronillo (Scutia buxifolia), el sombra de toro (Jodina rhombifolia), el chal-chal (Allophylus edulis), el ñangapirí (Eugenia uniflora), Pisonia zapallo, el mistol (Zizyphus mistol), Ruprechtia triflora, Bulnesia bonariensis, etc.
Estrato arbustivo o sotobosqueEntre los arbustos más frecuentes encontramos el ñapindá (Acacia bonariensis), diversas especies de chilcas (Baccharis), muchas especies de cactáceas, entre ellas la tuna (Opuntia), y el cardoncito (Cereus aethiops), etc.
Estrato herbáceoAbundan las grandes bromeliáceas terrestres, destacando: Bromelia hieronymi.
Estrato epifítico y muscinalNumerosas especies epifitas medran entre las ramas tapizadas de líquenes, entre estas destacan: cactáceas (Rhipsalis), helechos , varias especies de claveles del aire como Tillandsia duratii, lorantáceas, Usnea barbata, etc.
Estrato escandenteSobre las ramas de los árboles penden enredaderas, y lianas, entre las especies más frecuentes encontramos a diversas especies de pasionarias y la zarzaparrilla blanca, etc.

## Distritos fitogeográficos
A esta Provincia fitogeográfica es posible subdividirla en varios Distritos fitogeográficos, reconociéndose al menos cinco bien diferenciados, que a su vez incluyen subdistritos.
- Distrito fitogeográfico Chaqueño Oriental o Chaco Húmedo
- Distrito fitogeográfico Chaqueño Occidental, Chaco Semiárido o Chaco Seco
- Distrito fitogeográfico Chaqueño Árido o Chaco Austral
- Distrito fitogeográfico Chaqueño Serrano o Chaco Serrano
- Distrito fitogeográfico de las Sabanas:

Algunos autores no reconocen al de las Sabanas y lo unen al Chaqueño Oriental. Otros, entre ellos Cabrera, no reconocen al Chaqueño Árido y lo unen al Chaqueño Occidental. Para otros, todo el sector Chaqueño de la provincia de Corrientes o por lo menos la región del Iberá merecen ser tratadas como un Distrito propio.